# تطور الجنين

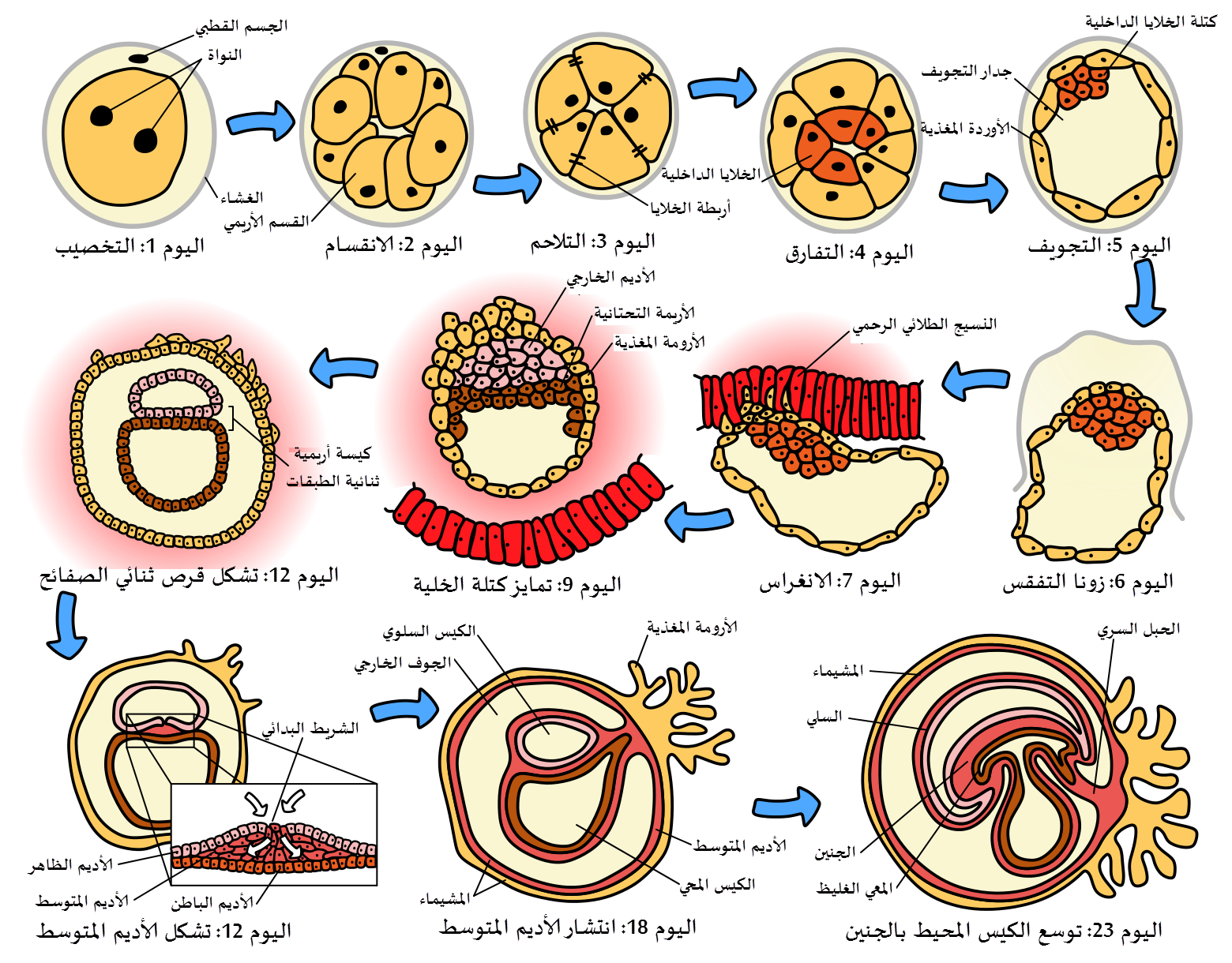
مراحل تطور الجنين البشري

تكون الفرد (بالإنجليزية:  Ontogeny)‏ (أيضًا تنشؤ الفرد أو التخلق) هو نشأة وتطور كائن حي (جسديًا ونفسيًا. مثلًا، التطور الأخلاقي)، عادةً ابتداءً من وقت إخصاب البويضة حتى مرحلة البلوغ. يمكن استخدام المصطلح أيضًا للإشارة إلى دراسة حياة الكائن الحي بأكملها.
يشمل تطور الجنين تاريخ نمو الكائن الحي خلال حياته الخاصة، كما يختلف عن علم تطور السلالات، الذي يشير إلى التاريخ التطوري للأنواع. يمكن أيضًا اعتبار تطور الجنين عمليةً يمر بها الكائن الحي خلال جميع مراحل نموه على مدار حياته. يتضمن تاريخ النمو جميع أحداث النمو التي تحدث أثناء حياة الكائن الحي، بدءًا من التغيرات التي تحدث للبويضة عند الإخصاب والأحداث من وقت الولادة أو الفقس وما بعده (أي النمو وإعادة تشكل شكل الجسم ونمو الخصائص الجنسية الثانوية، وما إلى ذلك). في حين أن عمليات النمو (أي تطور الجنين) يمكن أن تؤثر على العمليات التطورية اللاحقة (مثلًا، تطور السلالات)، فإن الكائنات الحية الفردية تنمو (تطور الجنين)، بينما تتطور الأنواع (تطور السلالات).
إن علم تطور الجنين وعلم الأجنة وعلم الأحياء النمائي هي دراسات مرتبطة ارتباطًا وثيقًا، وتُستخدم هذه المصطلحات أحيانًا لوصف نفس الشيء. تشمل جوانب تطور الجنين التشكل الحيوي ونمو شكل الكائن الحي ونمو الأنسجة والتمايز الخلوي. استُخدم مصطلح تطور الجنين أيضًا في علم الأحياء الخلوي لوصف تطور أنواع مختلفة من الخلايا داخل الكائن الحي. يُعتبر علم تطور الجنين مجالًا مفيدًا في العديد من التخصصات، بما في ذلك علم الأحياء النمائي وعلم الأحياء الخلوي وعلم الوراثة وعلم النفس النمائي وعلم الأعصاب الإدراكي النمائي وعلم النفس الحيوي النمائي. يُستخدم تطور الجنين في علم الإنسان كعملية يجسد من خلالها كل واحد منا تاريخ نشأته.

## مراحل النمو
يحدث نمو الكائن الحي من خلال الإخصاب والانقسام والانقسام الأريمي وتكون المعيدة وتكوين الأعضاء والاستحالة حتى يصبح الكائن الحي بالغًا. لكل نوع من الحيوانات رحلة مختلفة قليلًا عبر هذه المراحل، لأن بعضها قد يكون أقصر أو أطول مقارنةً بالأنواع الأخرى، إذ يختلف تطور النسل باختلاف نوع الحيوان (مثلًا، في قشرة البويضة الصلبة والرحم وقشرة البويضة اللينة وعلى أوراق النباتات، وما إلى ذلك).

### الإخصاب
بالنسبة للبشر، تبدأ عملية نمو الجنين بعد إخصاب البويضة من قِبل الحيوان المنوي واندماجهما معًا، ما يمثل بدء عملية نمو الجنين. يؤدي اندماج البويضة مع الحيوان المنوي لتشكيل البويضة المخصبة إلى تغيير الغشاء المحيط بها لمنع المزيد من الحيوانات المنوية من اختراقها، وذلك لمنع عمليات الإخصاب المتعددة. بالإضافة لذلك، ينشط اندماج البويضة المخصبة عملية الانقسام الخلوي. لا يحتوي كل نوع حيواني على حيوان منوي وبويضة على وجه التحديد، بل جاميتين يحتوي كل منهما على نصف المادة الوراثية النموذجية، وتندمج أغشية هذين الجاميتين لبدء نمو الجنين.

### الانقسام
بعد فترة قصيرة من الإخصاب الناجح عن طريق الحيوانات المنوية، تخضع البويضة المخصبة للعديد من الانقسامات المتساوية، التي هي انقسامات غير جنسية للخلايا. الانقسام هو عملية انقسام الخلية، إذ تنقسم البويضة المخصبة لمجموعة من الخلايا المتطابقة توتية الشكل التي تحتوي على خلايا تُسمى قسيمة أريمية. يُعِد الانقسام البويضة المخصبة لتصبح جنينًا، وذلك بعد أسبوعين إلى ثمانية أسابيع من الحمل (الإخصاب) في البشر.

### الانقسام الأريمي
بعد أن تصبح البويضة المخصبة جنينًا، تستمر في الانقسام لتشكيل كرة مجوفة من الخلايا، تُسمى خلايا أريمة. تشكل هذه الخلايا الخارجية طبقة طلائية واحدة، تُسمى الأديم الأرومي، تغلف السائل الموجود داخل الجوف الأريمي. تختلف عملية الانقسام الأريمي قليلًا مع اختلاف الأنواع، ولكن في الثدييات، يختبر الجنين بعد الانقسام لثماني خلايا نوعًا مختلف قليلًا من الانقسام الأريمي، يسمى الكيس الأريمي. تمتلك الأنواع الأخرى مثل نجوم البحر والضفادع والدجاج والفئران نفس الهياكل في هذه المرحلة، لكن يختلف توجه هذه المزايا، كما تمتلك هذه الكائنات أنواعًا إضافية من الخلايا في هذه المرحلة.

### تكون المعيدة
بعد الانقسام الأريمي، تتمدد الخلايا الأريمة ذات الطبقة الواحدة وتعيد تشكيل نفسها في طبقات متعددة تُسمى معيدة. الزواحف والطيور والثدييات هي كائنات ثلاثية الأرومة، أي أن المعيدة تتكون من ثلاث طبقات من الخلايا الجنسية؛ الأديم الباطن (الطبقة الداخلية) والأديم المتوسط (الطبقة الوسطى) والأديم الظاهر (الطبقة الخارجية). تتحول كل طبقة إلى خلايا جذعية ذات قدرات متعددة يمكن أن تصبح نسيجًا محددًا اعتمادًا على نوع الطبقة الجنسية وهذا ما يحدث عند البشر. يختلف هذا التمايز الخلوي لطبقات الخلايا الجنسية اختلافًا طفيفًا، لعدم وجود جميع الأعضاء والأنسجة في جميع الكائنات الحية، ولكن يمكن استبدالها بأنظمة الجسم المناظرة لها.

### تكون الأعضاء
يمكن للخلايا الجنسية البشرية التمايز لتشكيل أعضاء وأنسجة معينة لاحقًا. تستطيع الخلايا الجنسية الانتقال إلى مواقعها النهائية لإعادة ترتيب نفسها، وتتكون بعض الأعضاء من طبقتين من الخلايا الجنسية؛ واحدة خارجية وواحدة داخلية. تتحول خلايا الأديم الباطن لبطانات داخلية للكائن الحي، مثل المعدة والقولون والأمعاء الدقيقة والكبد والبنكرياس في الجهاز الهضمي والرئتين. ينتج الأديم المتوسط أنسجةً أخرى لا تتكون من الأديم الظاهر، مثل القلب والعضلات والعظام والدم والأدمة الجلدية ونخاع العظام والجهاز البولي التناسلي. تتمايز هذه الطبقة الجنسية باختلاف أنواع الكائنات، إذ إنها الطبقة المميزة للأنواع الثلاثة العليا من الناحية التطورية (مثلًا، الكائنات الثنائية مثل البشر) مقارنةً بأشكال الحياة الأقل تطورًا (ذات التناظر الشعاعي). أخيرًا، الأديم الظاهر هو الطبقة الخارجية من الخلايا التي تشكل البشرة والشعر ثم الغدد الثديية والجهاز العصبي المركزي والجهاز العصبي المحيطي.